# Iron Engine
Iron Engine — игровой движок, разработанный канадской компанией Ironclad Games и впервые использованный в космической стретегии Sins of a Solar Empire, вышедшей на ПК в 2008 году.

## Технические характеристики
Поддерживается попиксельное освещение, динамическая генерация фракталов, пост-эффект bloom, рельефность окружения (англ. „environment mapping“) (техника рельефного текстурирования), выборочные пиксельные и вертексные шейдеры для мешей и продвинутая система частиц.
Рендеринг изображения осуществляется с помощью DirectX 9.

## Игры, использующие Iron Engine
- 2008 — Sins of a Solar Empire
- 2012 — Sins of a Dark Age
- 2017 — Ironsight